# Ischnochiton pusillus
Ischnochiton pusillus är en blötdjursart som först beskrevs av Sowerby 1832.  Ischnochiton pusillus ingår i släktet Ischnochiton och familjen Ischnochitonidae.
Artens utbredningsområde är Peru. Inga underarter finns listade i Catalogue of Life.